# Amargosa
L'Amargosa est une rivière d'environ 320 kilomètres du sud du Nevada et de l'est de la Californie, aux États-Unis. Elle s'écoule dans la Vallée de la Mort et dans les régions au nord-ouest de Las Vegas, où elle disparaît dans le sol.

## Description
Le nom Amargosa River vient de l'espagnol, qui veut dire l'eau amère. L'Amargosa River commence à Pahute Mesa, au Nevada, et continue son chemin jusqu'en Californie, en passant via Beatty, la Vallée de la Mort et le désert de Mojave.

## Géologie
Dans les roches sédimentaires de cette vallée ont été trouvés des perchlorates d'origine naturelle, comme dans quelques autres zones « hyperarides » du monde.

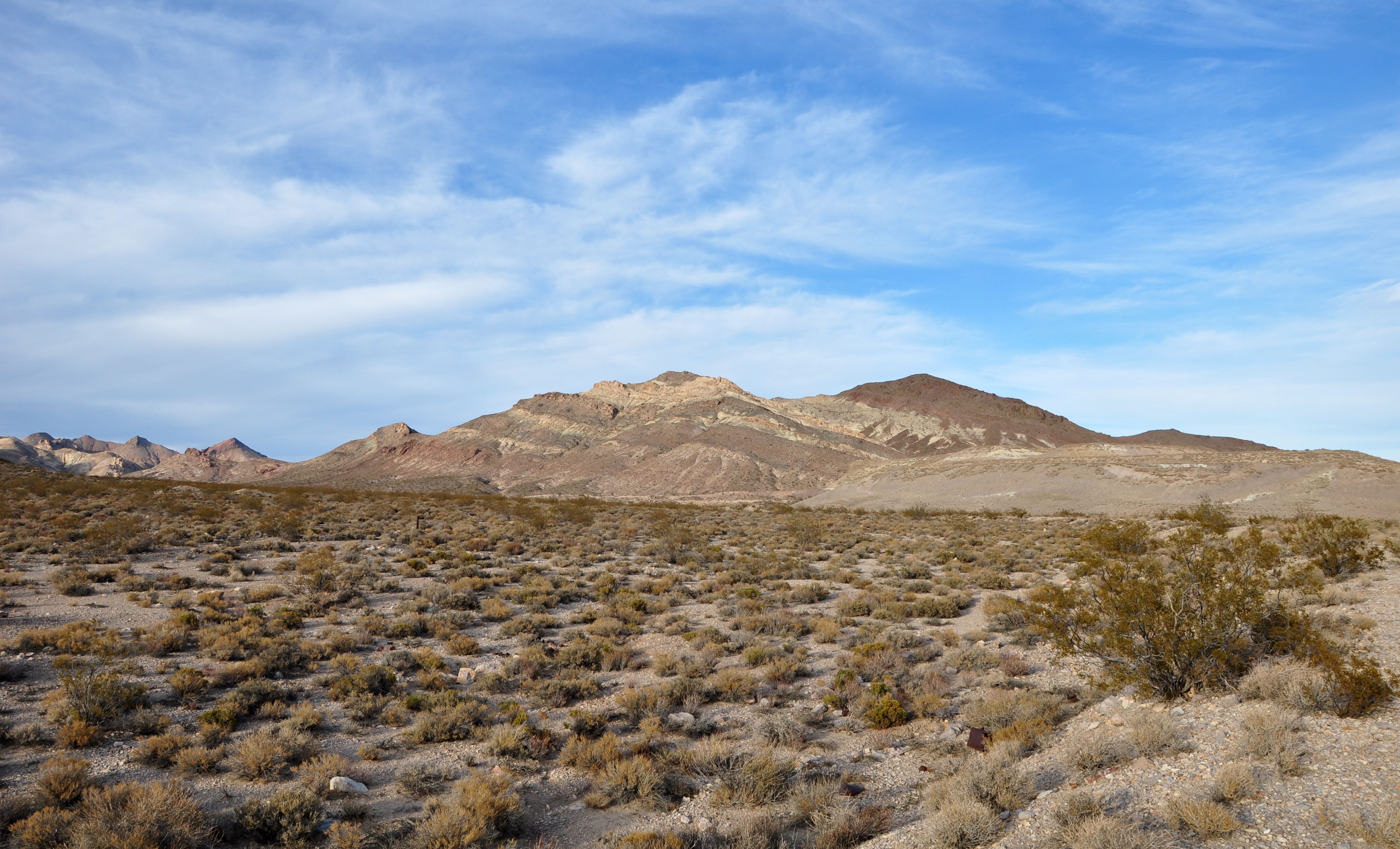
Le désert de l'Amargosa.
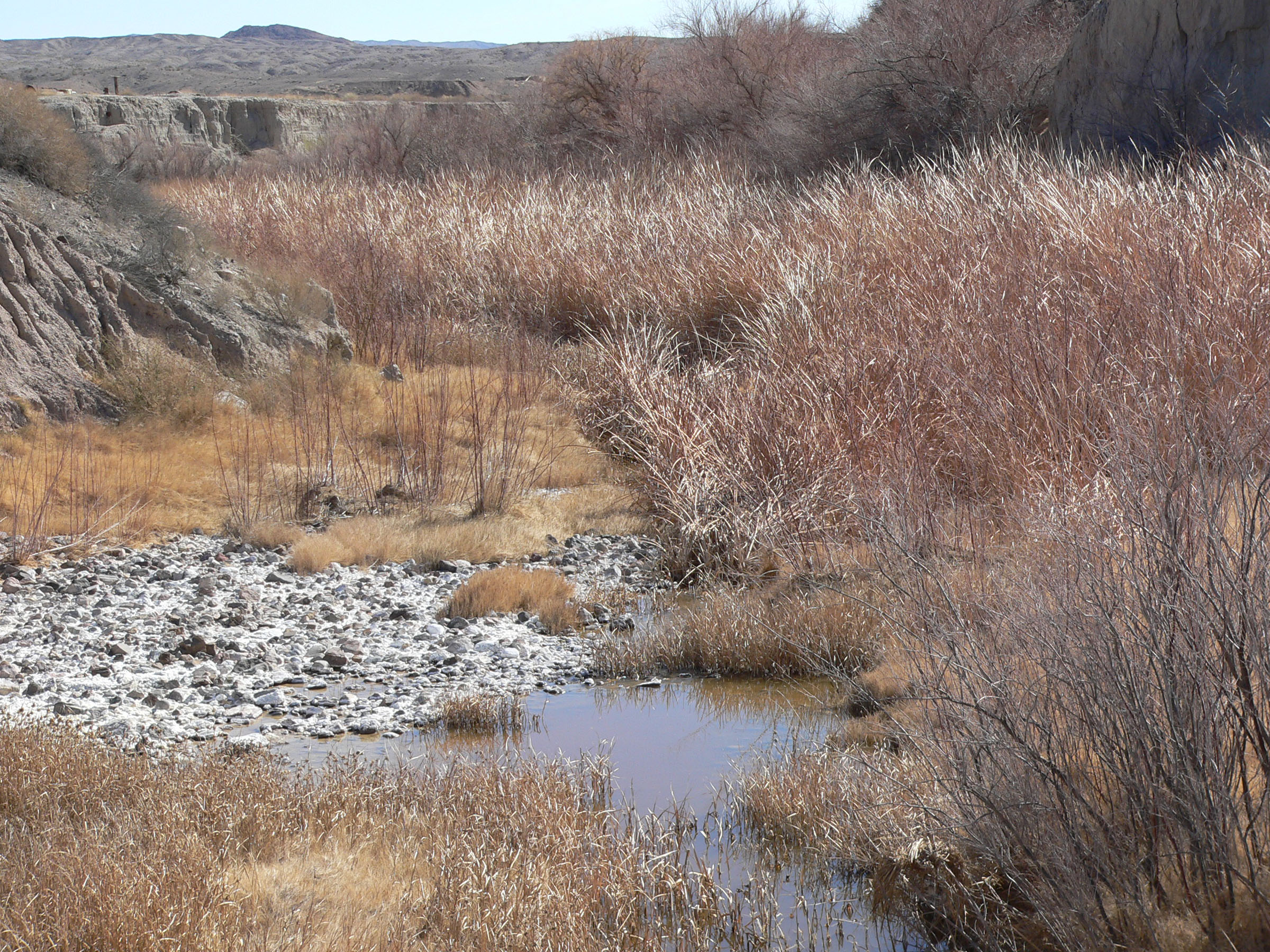
Le désert de l'Amargosa.

## Ressources